# Santiago (Santiago de Compostela)
Santiago o Divino Salvador de Vidán de Santiago (llamada oficialmente Divino Salvador de Vidán) es una parroquia española del municipio de Santiago de Compostela, en la provincia de La Coruña, Galicia.

## Entidad de población
Entidad de población que forma parte de la parroquia:
- Rocha Nova[4] (A Rocha Nova)

Aparecen en el noménclator, pero no en el INE, los siguientes lugares:
- A Ponte Vella
- Cantaleta[5] (A Cantaleta)
- Chouchiño[6] (O Chouchiño)
- Vidán

## Demografía
| Gráfica de evolución demográfica de Santiago entre 2000 y 2019 |
|                                                                |
| Datos según el nomenclátor publicado por el INE.               |